# Zamek Revište
Zamek Revište – ruiny zamku leżące w mieście Žarnovica (dzielnica Revištské Podzámčie), w kraju bańskobystrzyckim na Słowacji. Ruiny zamku wznoszą się na zalesionym obecnie, skalistym wzgórzu na prawym brzegu rzeki Hron.

## Historia
Zamek został wybudowany prawdopodobnie w II połowie XIII w. Powstał równolegle z położonym na drugim brzegu rzeki zamkiem Šášov jako ochrona wąskiego przesmyku między górami, którym wiodła ważna droga ku środkowosłowackim miastom górniczym. Był wspominany w 1265 r., a następnie w 1331 r. Był zamkiem królewskim, jednak z biegiem lat pozostawał w rękach różnych gospodarzy. Władał nim arcybiskup ostrzyhomski, zaś z początkiem XIV w. potężny Mateusz Czak (słow. Matúš Čák). Po nim zamkiem władali kasztelani królewscy.
Po śmierci króla Ludwika I Zygmunt Luksemburczyk ofiarował zamek w 1424 r. wraz z pobliskimi miastami górniczymi tytułem wiana królowej Barbarze. Od 1447 r. władał nim czeski kondotier Jan Jiskra. Z końcem XV w. żona króla Macieja Korwina, królowa Beatrycze, podarowała go Doczym. Ci zapisali się jak najgorzej w historii środkowego Pohronia, zwracając swą ekspansję głównie w kierunku bogatych miast górniczych (nierzadko przyjmowała ona formę zwyczajnych napaści i rabunków).
W rękach Doczych zamek pozostawał aż do wymarcia rodu w 1647 r. Po tej dacie wraz z okolicznymi włościami wrócił w skład węgierskich dóbr królewskich. Znacznie zniszczony w czasie powstania Emeryka Thököly’ego, został jednak pod koniec XVII w. odbudowany. Używany był jeszcze przez następnych 100 lat, pod koniec już tylko jako koszary wojskowe. Opuszczony w końcu XVIII w., już w połowie następnego wieku był ruiną.